# Mika Myllylä
Mika Kristian Myllylä (Haapajärvi, 12 settembre 1969 – Kokkola, 5 luglio 2011) è stato un fondista finlandese.

## Biografia

### Carriera sciistica
In Coppa del Mondo esordì il 7 dicembre 1991 nella 10 km a tecnica classica di Silver Star (27°), ottenne il primo podio il 9 gennaio 1994 nella 15 km a tecnica classica di Kavgolovo (3°) e la prima vittoria il 15 gennaio 1995 nella staffetta di Nové Město na Moravě. In gare individuali ottenne la prima vittoria il 7 dicembre 1996 nella 10 km a tecnica classica di Davos. Nella stagione 1996-1997 si aggiudicò la Coppa del Mondo di lunga distanza.
In carriera partecipò a tre edizioni dei Giochi olimpici invernali (Albertville 1992, Lillehammer 1994 e Nagano 1998), vincendo sei medaglie, e a cinque dei Campionati mondiali, vincendo nove medaglie.
Nel 2001 fu coinvolto nello scandalo doping che travolse la nazionale finlandese ai Campionati mondiali di sci nordico 2001: poiché risultò positivo all'amido idrossietilico fu privato della medaglia d'oro nella staffetta che in un primo momento gli era stata assegnata. Myllylä riconobbe la propria colpevolezza e, in seguito, ammise di aver fatto uso di sostanze dopanti (EPO) durante l'intera carriera. Scontata la squalifica di due anni tentò di ritornare alle gare, con scarsi risultati, fino al definitivo ritiro nel 2005.

### Procedimenti giudiziari e morte
Già afflitto da alcolismo durante il periodo di attività sportiva, dopo il ritiro il problema si acuì. Tra il 2008 e il 2010 fu più volte arrestato per guida in stato di ebbrezza e condannato in ogni occasione a 30-40 giorni di carcere; anche l'uso di doping fu oggetto di un procedimento giudiziario.
Venne trovato morto dalla polizia nella sua casa di Kokkola il 5 luglio 2011; non furono fornite indicazioni ufficiali sulla causa del decesso, anche se la stampa parlò di suicidio.

## Palmarès

### Olimpiadi
- 6 medaglie:
  - 1 oro (30 km a Nagano 1998)
  - 1 argento (50 km[4] a Lillehammer 1994)
  - 4 bronzi (30 km[4], staffetta[4] a Lillehammer 1994; 10 km, staffetta a Nagano 1998)

### Mondiali
- 9 medaglie
  - 4 ori (50 km[4] a Trondheim 1997; 10 km[4], 30 km[4], 50 km[4] a Ramsau am Dachstein 1999)
  - 3 argenti (inseguimento[4], staffetta[4] a Trondheim 1997; inseguimento[4] a Ramsau am Dachstein 1999)
  - 2 bronzi (10 km[4] a Thunder Bay 1995; 10 km[4] a Trondheim 1997)

### Coppa del Mondo
- Miglior piazzamento in classifica generale: 2º nel 1997
- Vincitore della Coppa del Mondo di lunga distanza nel 1997
- 26 podi (15 individuali, 11 a squadre[5]), oltre a quelli conquistati in sede olimpica o iridata e validi ai fini della Coppa del Mondo:
  - 11 vittorie (6 individuali, 5 a squadre)
  - 9 secondi posti (4 individuali, 5 a squadre)
  - 6 terzi posti (5 individuali, 1 a squadre)

#### Coppa del Mondo - vittorie
| Data             | Luogo                | Paese     | Disciplina                                                            |
| ---------------- | -------------------- | --------- | --------------------------------------------------------------------- |
| 15 gennaio 1995  | Nové Město na Moravě | Rep. Ceca | 4 × 10 km TC (con Karri Hietamäki, Jari Isometsä e Harri Kirvesniemi) |
| 10 dicembre 1995 | Davos                | Svizzera  | 4 × 10 km (con Karri Hietamäki, Sami Repo e Jari Isometsä)            |
| 14 gennaio 1996  | Nové Město na Moravě | Rep. Ceca | 4 × 10 km (con Sami Repo, Harri Kirvesniemi e Jari Isometsä)          |
| 7 dicembre 1996  | Davos                | Svizzera  | 10 km TC                                                              |
| 8 dicembre 1996  | Davos                | Svizzera  | 4 × 10 km (con Jari Isometsä, Sami Repo e Harri Kirvesniemi)          |
| 4 gennaio 1997   | Kavgolovo            | Russia    | 30 km TL                                                              |
| 3 gennaio 1998   | Kavgolovo            | Russia    | 30 km TL                                                              |
| 11 marzo 1998    | Lahti                | Finlandia | 4 × 10 km (con Harri Kirvesniemi, Sami Repo e Jari Isometsä)          |
| 14 febbraio 1999 | Seefeld in Tirol     | Austria   | 10 km TL                                                              |
| 2 febbraio 2000  | Trondheim            | Norvegia  | 10 km TL                                                              |
| 20 dicembre 2000 | Davos                | Svizzera  | 30 km TC                                                              |

Legenda:

TC = tecnica classica

TL = tecnica libera

### Campionati finlandesi
- 23 ori[2]